# The Dark Sides
The Dark Sides är en samlings-EP av den danska hårdrockaren King Diamond, utgivet 1988 på Roadrunner Records. Albumet innehåller fem låtar som (på den tiden) bara varit med som B-sidor på singlar eller som aldrig släppts över huvud taget. Skivan släpptes några månader efter albumet Them.

## Låtlista
1. "Halloween" - 4:15
2. "Them" - 1:57
3. "No Presents For Christmas" - 4:21
4. "Shrine" - 4:23
5. "The Lake" - 4:12
6. "Phone Call" - 1:37

## Medverkande
På spår 1,3,4 och 5
- Sång:  King Diamond
- Gitarr: Andy La Rocque
- Gitarr: Michael Denner
- Bas: Timi Hansen
- Trummor: Mikkey Dee

På spår 2 och 6
- Sång: King Diamond
- Gitarr: Andy La Rocque
- Gitarr: Pete Blakk
- Bas: Timi Hansen
- Trummor: Mikkey Dee